# Weferlingen
Der Flecken Weferlingen ist Ortsteil und Ortschaft der Stadt Oebisfelde-Weferlingen im Landkreis Börde in Sachsen-Anhalt.

## Geographie
Weferlingen liegt an der Aller und am Nordostrand des Lappwalds. Es ist ein Nachbarort von Grasleben im niedersächsischen Landkreis Helmstedt. Weitere sachsen-anhaltische Nachbarorte sind Seggerde, Siestedt, Döhren, Walbeck, Hödingen und Eschenrode.
Etwa anderthalb Kilometer vom Ortskern, gut 500 Meter vom Bebauungsrand, lag westlich Richtung Grasleben seit 1945 die Zonengrenze zwischen sowjetischer und britischer Besatzungszone bzw. seit 1949 die innerdeutsche Grenze.
Als Wohnplätze des Ortsteils Flecken Weferlingen sind ausgewiesen:
- Försterberg
- Neue Mühle
- Pumpmühle
- Pumpstation
- Umspannwerk

## Geschichte
Zum Zeitpunkt der ersten urkundlichen Erwähnung im Jahre 1239 als Bleck war die Ortschaft in ihrer Siedlungsentwicklung schon vergleichsweise weit fortgeschritten. Sie lag vom 14. Jahrhundert bis 1648 im Hoheitsbereich des Halberstädter Stiftes, wurde allerdings von Braunschweig, Brandenburg und Magdeburg umkämpft. Die Weferlinger Burg und weitere Güter im Ort gehörten 1241 der Familie von Honlage. Nachdem die Burg 1316 von Herzog Albrecht von Braunschweig erobert worden war, ist sie später wieder als Lehensgut der von Honlage nachgewiesen und gelangte Anfang des 16. Jahrhunderts in die Eigenverwaltung des Halberstädter Bischofs. Als landesherrliches Amt wurde sie des Öfteren als Pfand verliehen, so von 1650 bis 1662 dem schwedischen General von Königsmarck. An die Stelle des schwedischen Generals trat bald Prinz Friedrich II. von Hessen-Homburg, der als Prinz von Homburg bekannte Reitergeneral, auf den der umfassende Wiederaufbau des Weferlinger Schlosses zurückgeht.
Erst 1701 wurde Weferlingen wieder ein landesherrliches Domänenamt, nachdem das Pfand zurückgezahlt worden war. Fünf Jahre später gab König Friedrich I. im Rahmen des Schönberger Vertrages die Ortschaft dem Markgrafen Christian Heinrich von Bayreuth-Kulmbach, der einer hohenzollerischen Nebenlinie entstammte, im Gegenzug für den Verzicht auf den zu diesem Zeitpunkt relativen vagen Erbanspruch auf das Markgraftum Brandenburg-Bayreuth. Den Vertrag hoben die Söhne des verstorbenen Markgrafen mit Unterstützung des Fränkischen Reichskreises bereits 1722 im Einvernehmen mit Friedrich Wilhelm I. wieder auf. 1716 gab Georg Friedrich Karl von Bayreuth Weferlingen als Residenzort auf, das daraufhin wieder in die staatliche Eigenverwaltung kam. 1751 wurde es als landesherrliche Domäne einschließlich des Amtes von Georg Wilhelm Wahnschaffe gepachtet und von der Familie Wahnschaffe bis 1861 bewirtschaftet. Darauf ging das Domänenamt ins Eigentum der von Spiegel in Seggerde über.
Weferlingen galt lange Zeit als Flecken, der nicht über eine eigene Befestigung und eine ausgeprägtere Eigenverwaltung verfügte. Durch den Ende des 19. Jahrhunderts begonnenen Kalibergbau gewann Weferlingen an Bedeutung. 1877 wurde eine Zuckerfabrik gebaut und 1895 kam es zum Anschluss an eine Nebenbahn nach Helmstedt. Die Einwohnerzahl betrug 1910 rund 3600 und stieg bis 1946 auf rund 4800 an.
Im Jahre 1903 wurde in Weferlingen das Freiherr-vom-Stein-Gymnasium als Präparandenanstalt gegründet.
Am 17. Oktober 1928 wurde der Gutsbezirk Weferlingen aufgelöst, indem das Vorwerk Graui mit der Landgemeinde Siestedt und das Vorwerk Wolfsdorf mit der Landgemeinde Seggerde vereinigt wurde.
Von 1994 bis zum 1. Januar 2005 war Weferlingen Sitz der Verwaltungsgemeinschaft Weferlingen, von 2005 bis zum 31. Dezember 2009 Außenstelle der Verwaltungsgemeinschaft Flechtingen.
Durch einen Gebietsänderungsvereinbarung beschlossen die Gemeinderäte der Gemeinden Stadt Oebisfelde (am 27. Mai 2009), Bösdorf (am 26. Mai 2009), Eickendorf (am 28. Mai 2009), Etingen (am 26. Mai 2009), Kathendorf (am 19. Mai 2009), Rätzlingen (am 27. Mai 2009), Eschenrode (am 28. Mai 2009), Döhren (am 28. Mai 2009), Hödingen (am 20. Mai 2009), Hörsingen (am 27. Mai 2009), Schwanefeld (am 25. Mai 2009), Seggerde (am 26. Juni 2009), Siestedt (am 28. Mai 2009), Walbeck (am 28. Mai 2009) und der Flecken Weferlingen (am 19. Mai 2009), dass ihre Gemeinden aufgelöst und zu einer neuen Stadt Oebisfelde-Weferlingen vereinigt werden. Dieser Vertrag wurde vom Landkreis als unterer Kommunalaufsichtsbehörde genehmigt und trat am 1. Januar 2010 in Kraft.
Nach Umsetzung der Vereinigungsvereinbarung des bisher selbständigen Fleckens Weferlingen wurde Weferlingen zu einem Ortsteil der neuen Stadt Oebisfelde-Weferlingen. Für die eingeflossene Gemeinde wurde die Ortschaftsverfassung nach den §§ 86 ff. der Gemeindeordnung Sachsen-Anhalt eingeführt. Der Flecken Weferlingen wurde Ortschaft der neuen Stadt Oebisfelde-Weferlingen. In der Ortschaft Weferlingen wurde ein Ortschaftsrat mit 14 Mitgliedern einschließlich des Ortsbürgermeisters gebildet.

## Politik

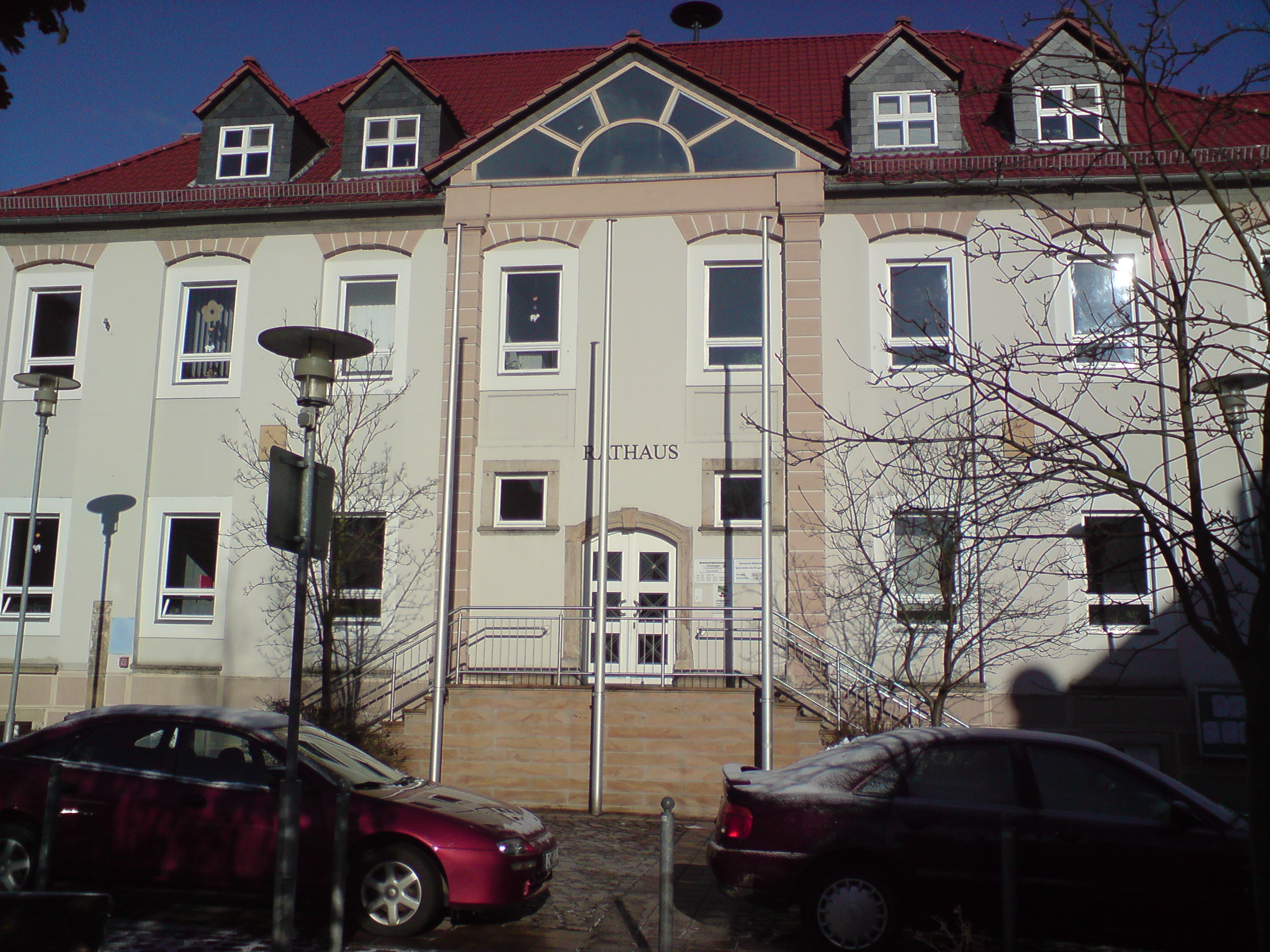
Rathaus Weferlingen

Im Rathaus des Ortes ist eine Außenstelle der Stadtverwaltung.
Hans-Werner Kraul (CDU) war vom 6. Mai 2001 bis zum 31. Dezember 2009 Bürgermeister der ehemaligen Gemeinde und bis zu seiner Wahl zum hauptamtlichen Bürgermeister der Stadt Oebisfelde-Weferlingen Ortsbürgermeister von Weferlingen. Der Ortschaftsrat wählte Dirk Kuthe (SPD) aus seiner Mitte zum neuen Ortsbürgermeister.

### Ortschaftsrat
Laut der letzten Kommunalwahl am 7. Juni 2009 hatte der Gemeinderat 14 Mitglieder. Aufgrund der Stadtgründung von Oebisfelde-Weferlingen wurde der Gemeinderat automatisch zum Ortschaftsrat. Die Wahlbeteiligung lag bei 44,9 %. Die Wahl brachte folgendes Ergebnis:
|  | SPD | 9 Sitze | (66,9 %) |
|  | CDU | 5 Sitze | (33,1 %) |

2014 wurde ein Ortschaftsrat mit neun Mitgliedern gewählt. Daneben gehört der Ortsbürgermeister als Vorsitzender dem Ortschaftsrat an.

### Wappen und Flagge
Das Wappen wurde am 19. Juli 1996 durch das Regierungspräsidium Magdeburg genehmigt.
Blasonierung: „In Blau eine bewurzelte goldene Eiche mit silbernen Früchten und goldenen Kapseln.“
Das Wappen wurde von der Magdeburger Heraldikerin Erika Fiedler gestaltet.
Bis 1996 führte Weferlingen ein anderes Wappen, eine grüne Eiche auf silbernem Schild.
Die Flagge ist Gelb-Blau (1:1) gestreift und mittig mit dem Wappen belegt.

### Städtepartnerschaften
Weferlingen hat seit 2000 eine Städtepartnerschaft mit dem bulgarischen Swilengrad.

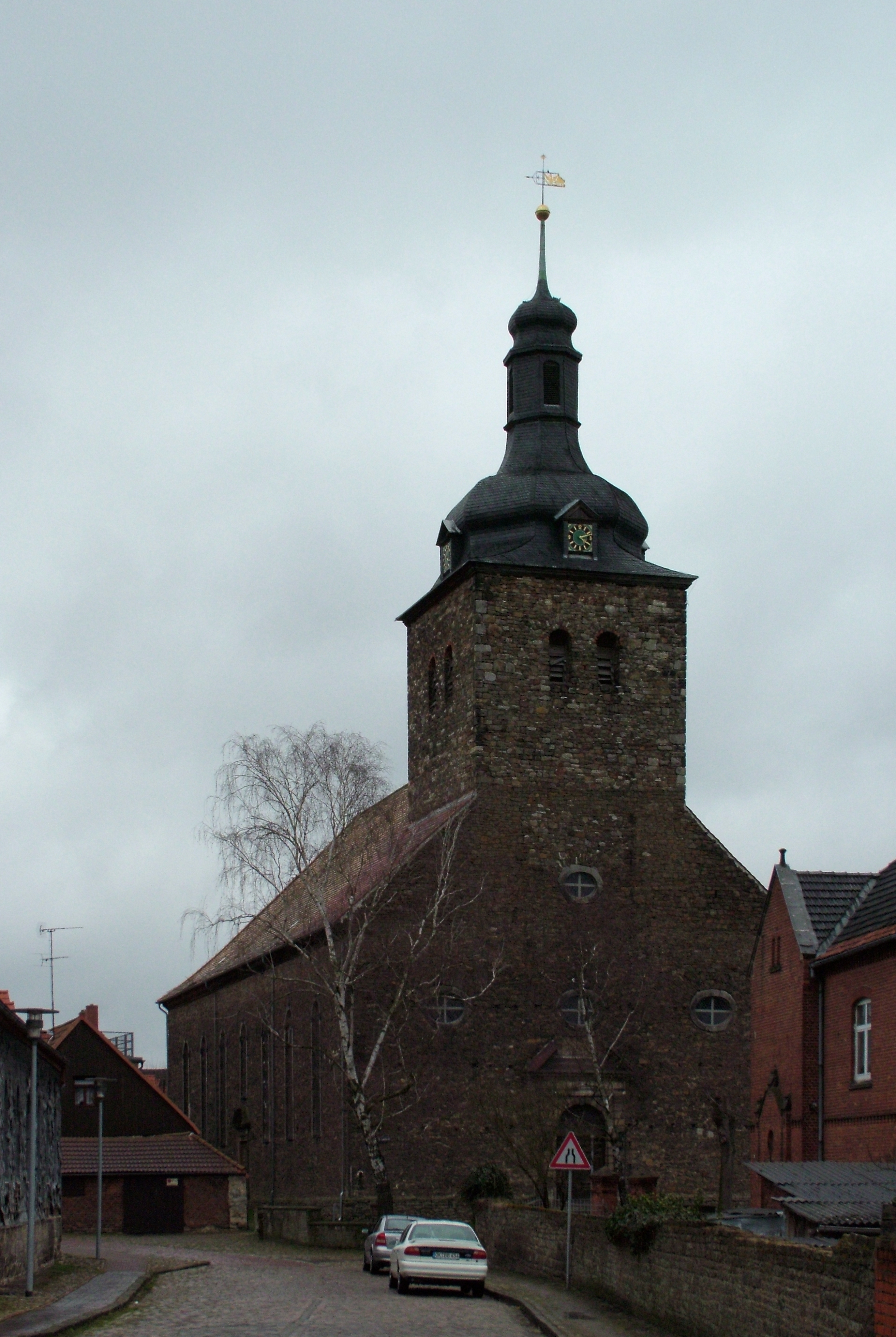
Evangelische Kirche

## Kultur und Sehenswürdigkeiten

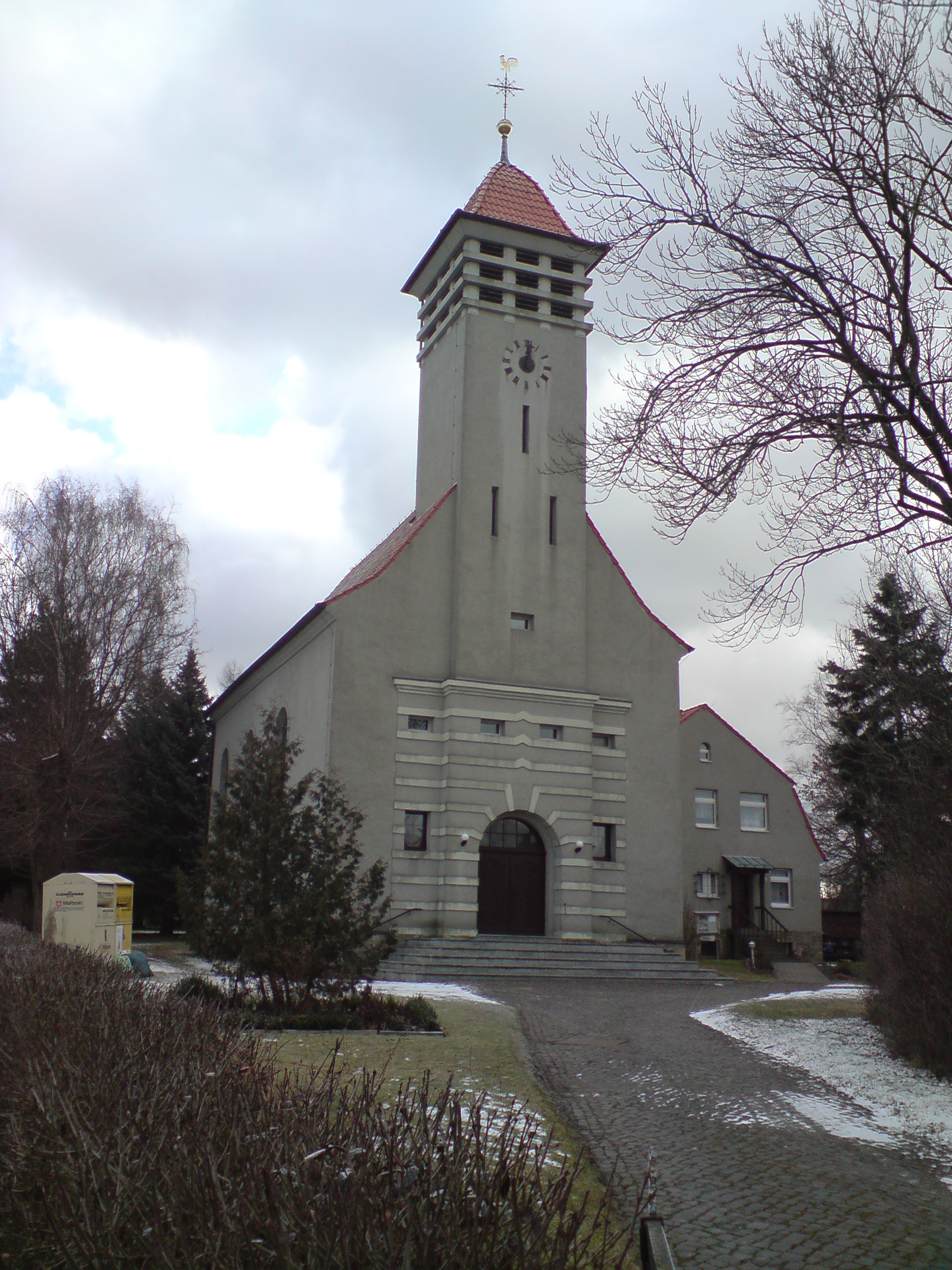
Katholische Kirche

- Die evangelische Kirche „St. Lamberti“, benannt nach Lambert von Lüttich, befindet sich am Kirchplatz. Die Orgel der St.-Lamberti-Kirche wurde 1857 von Orgelbaumeister August Troch (1817–1890) aus Neuhaldensleben gebaut. Die evangelische Kirchengemeinde gehört zum Kirchenkreis Haldensleben-Wolmirstedt im Propstsprengel Stendal-Magdeburg.
- Die katholische Kirche „St. Joseph u. St. Theresia vom Kinde Jesu“, benannt nach Josef von Nazaret und Therese von Lisieux, befindet sich an der Ecke Friedrichplatz / Thälmannstraße. 1929 erfolgte ihre Konsekration, seit 2010 gehört die Kirche zur Pfarrei „St. Christophorus“ mit Sitz in Haldensleben.
- Auf dem Ortsfriedhof erinnern Grabstätten an zwei unbekannte KZ-Häftlinge eines Todesmarsches vom Außenlager „Gazelle“ des KZ Buchenwald, die im April 1945 von SS-Männern ermordet wurden.

## Wirtschaft und Infrastruktur

### Bildung

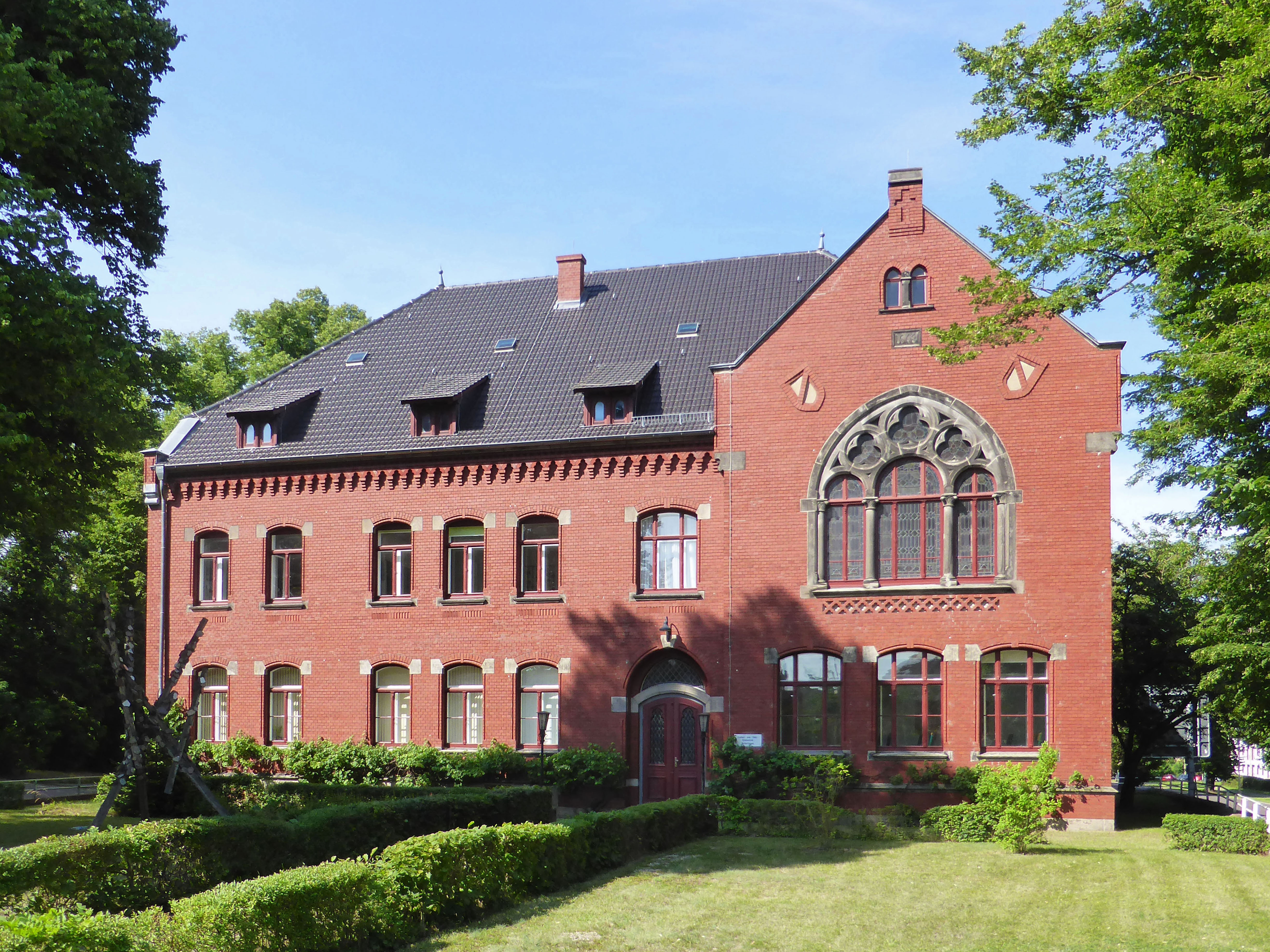
Freiherr-vom-Stein-Gymnasium Weferlingen

- Grundschule Weferlingen
- Freiherr-vom-Stein-Gymnasium

### Verkehr

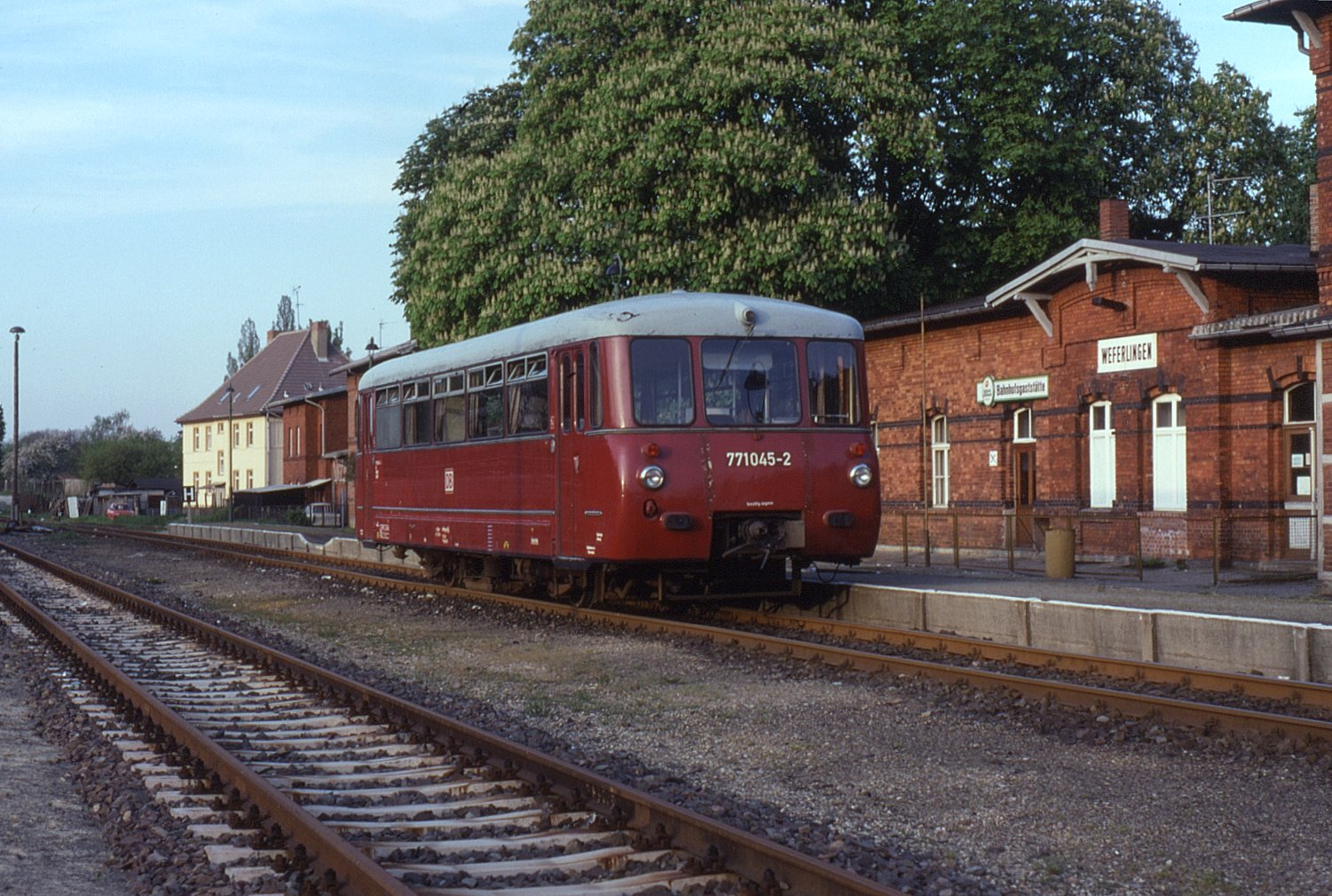
Regionalzug, (Ferkeltaxe, 1994)

Zur Bundesstraße 1, die Braunschweig mit Berlin verbindet, sind es in südlicher Richtung ca. 12,5 km. Die Anschlussstelle Helmstedt-West (61) der Bundesautobahn 2 wird nach 9,5 km erreicht. Die L20, die L42 und die L43 kreuzen sich im Ort.
Weferlingen lag an der 1895 eröffneten Bahnstrecke Helmstedt–Oebisfelde. Die Bahnstrecke Haldensleben–Weferlingen wurde 1907 eröffnet. Die innerdeutsche Grenze veränderte die Lage. Der Verkehr nach Helmstedt und Oebisfelde wurde 1945 eingestellt, die Strecke wurde nur noch für Lokfahrten benutzt. Bahnanschluss gab es nur noch Richtung Haldensleben. 1995 wurde die Strecke Richtung Helmstedt wieder aufgebaut, sie dient seitdem nur noch dem Güterverkehr. Auch die Strecke nach Haldensleben wird inzwischen nur noch von der Lappwaldbahn für den Güterverkehr genutzt. Personenzüge fuhren hier bis zum 29. Mai 1999; sie hatten von 1945 bis 1961 über Weferlingen hinaus auf der Reichsbahnstrecke Richtung Oebisfelde den Bahnhof Döhren an der innerdeutschen Grenze angebunden.

## Persönlichkeiten

### Söhne und Töchter des Ortes
- Franziska von Hessen-Homburg (1681–1707), Prinzessin und Fürstin von Nassau-Siegen.
- Kasimir Wilhelm von Hessen-Homburg (1690–1726), Prinz von Hessen-Homburg
- Friedrich Christian (1708–1769), Markgraf von Brandenburg-Bayreuth
- Sophie Christine Luise von Brandenburg-Bayreuth (1710–1739), Fürstin von Thurn und Taxis
- Carl Julius Wilda (1710–1779), Kriegs- und Domänenrat in Magdeburg
- Sophie Charlotte von Brandenburg-Bayreuth (1713–1747), Herzogin von Sachsen-Weimar und Sachsen-Eisenach
- Friedrich III. (1711–1763), Markgraf von Brandenburg-Bayreuth
- Johann Christian Ludwig Niemeyer (1772–1857), evangelischer Theologe, Jugendbuchautor und Lehrer
- Carl Wilhelm Heinrich Hildebrandt (Pseudonym: Carl Norden, 1796–1861), Theologe und Schriftsteller[9]
- Reinhold von Werner (1825–1909), Vizeadmiral und Militärschriftsteller
- Max Peiffer Watenphul (1896–1976), Maler und Schüler am Bauhaus
- Hans Böttcher (* 1940), Fußballspieler
- Angela Voigt (1951–2013), Leichtathletin und Olympiasiegerin
- Rüdiger Barton (* 1954), Keyboarder und Komponist der deutschen Rockband Silly
- Antje Döll (* 1988), Handballspielerin, U-20 Weltmeisterin, Deutscher Meister mit der SG BBM Bietigheim

### Persönlichkeiten die im Ort gewirkt haben
- Margareta Brahe (* 1603; † 1669 Weferlingen), schwedische Gräfin
- Luise Elisabeth von Kurland (* 1646; † 1690 Weferlingen), Prinzessin
- Christian Heinrich (Brandenburg-Kulmbach) (* 1661; † 1708 Weferlingen), Hohenzoller
- Manfred Semper (* 1838; † 1913 Weferlingen), Architekt
- Heinrich Nebelsieck (1861–1950), Superintendent